# 哈亨河
52°59′49″N 8°52′47″E / 52.996875°N 8.879635°E

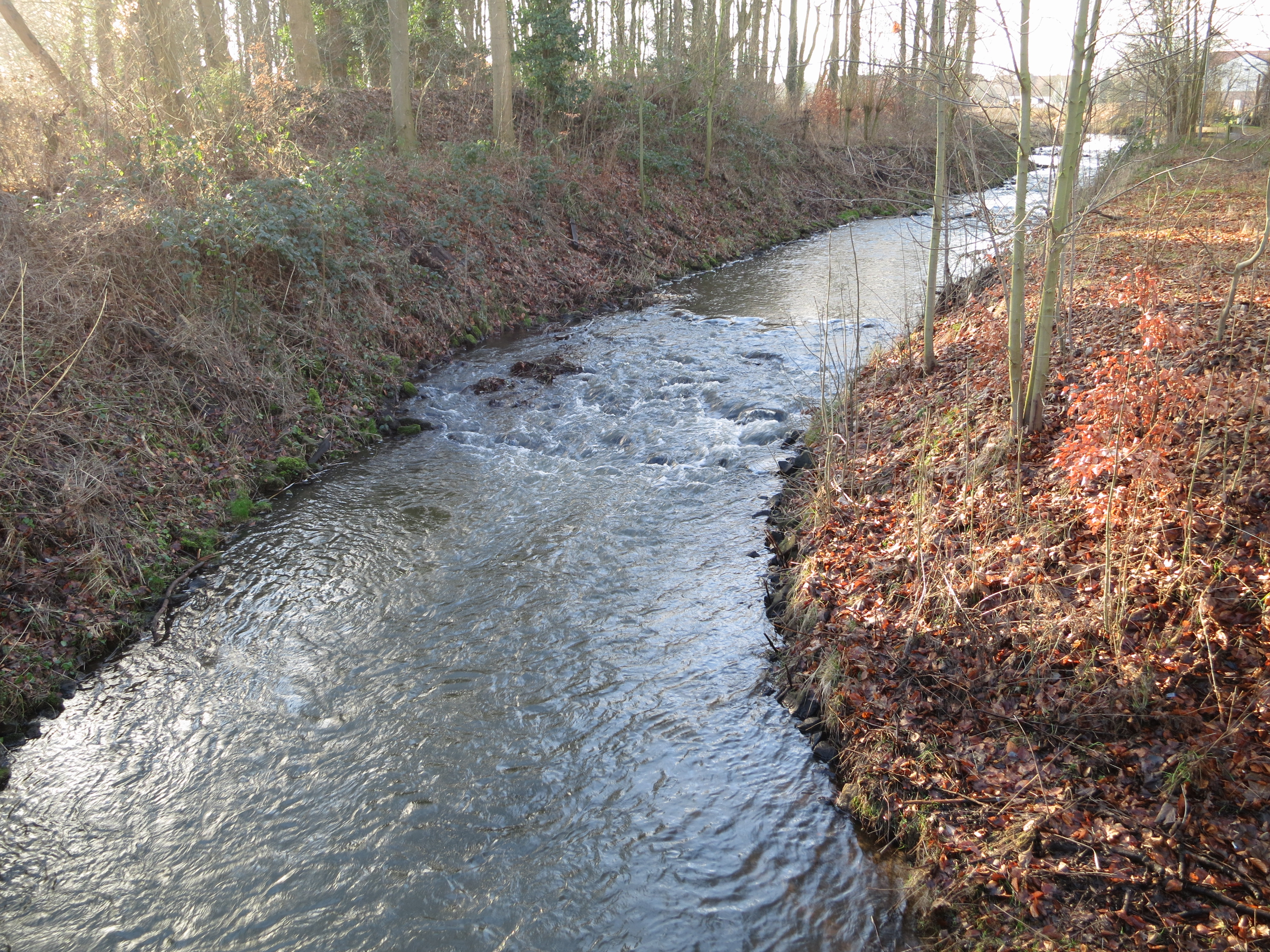
哈亨河

哈亨河（德語：Hache），是德國的河流，位於該國西北部，由下薩克森州負責管轄，屬於奧克圖姆河的支流，河道全長32.5公里，流域面積118平方公里，河口處在魏厄附近。